# Cours-les-Bains
Cours-les-Bains (gaskognisch Corts) ist eine französische Gemeinde mit 224 Einwohnern (Stand 1. Januar 2022) im Département Gironde in der Region Nouvelle-Aquitaine (vor 2016 Aquitaine). Sie gehört zum Arrondissement Langon und zum Kanton Le Sud-Gironde. Die Einwohner werden Bennicoursins genannt.

## Geografie
Cours-les-Bains liegt 75 Kilometer südöstlich von Bordeaux und etwa 35 Kilometer südöstlich von Langon. Die Gemeinde liegt am oberen Lisos an der Grenze zum Département Lot-et-Garonne. Umgeben wird Cours-les-Bains von den Nachbargemeinden Grignols im Westen und Norden, Romestaing im Nordosten, Ruffiac im Osten und Südosten, Antagnac im Süden, Saint-Martin-Curton im Süden und Südwesten sowie Sillas im Südwesten und Westen.

## Bevölkerungsentwicklung
| Jahr                       | 1962 | 1968 | 1975 | 1982 | 1990 | 1999 | 2006 | 2013 | 2020 |
| Einwohner                  | 288  | 223  | 201  | 175  | 138  | 157  | 199  | 190  | 218  |
| Quellen: Cassini und INSEE |      |      |      |      |      |      |      |      |      |

## Sehenswürdigkeiten
- Kirche Notre-Dame aus dem 19. Jahrhundert (siehe auch: Liste der Monuments historiques in Cours-les-Bains)
- Kommende des Tempelritterordens
- Thermalquellen

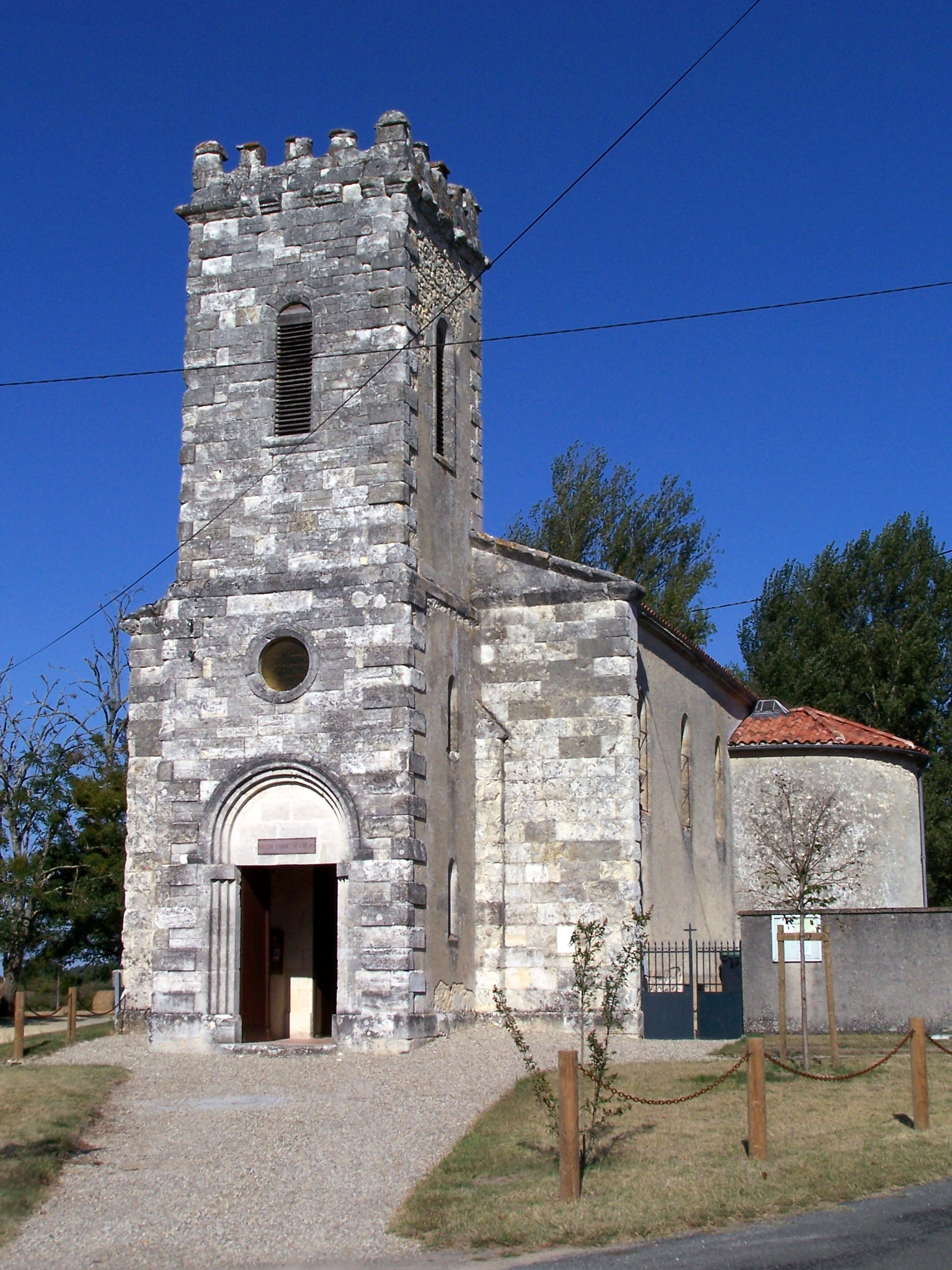
Kirche Notre-Dame
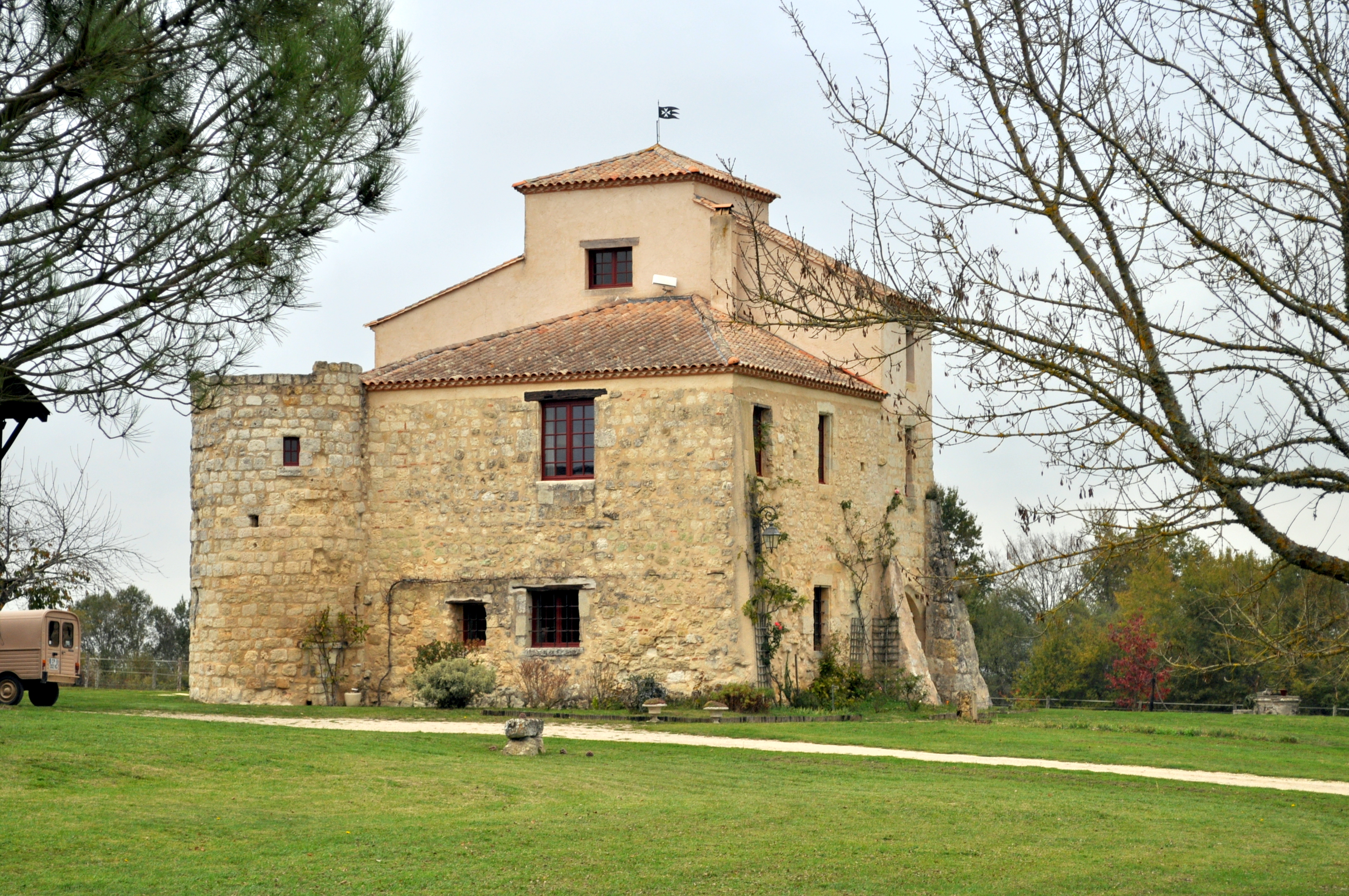
Reste der Kommende